# Temporada do Futebol Clube do Porto de 1913–14
A temporada do Futebol Clube do Porto de 1913–14 começou em 1914 e terminou no mesmo ano. O FC Porto jogava no Campo da Constituição.

## Classificações

### Campeonato do Porto
| # | Equipa   | Pts | J | V | E | D | GM | GS | DG |  |
| - | -------- | --- | - | - | - | - | -- | -- | -- |  |
| 1 | Boavista | 3   | 2 | 1 | 1 | 0 | 3  | 2  | +1 |  |
| 2 | FC Porto | 1   | 2 | 0 | 1 | 1 | 2  | 3  | –1 |  |

## Jogos

### Taça José Monteiro da Costa
|  | FC Porto | 3 – 1 | Académica |  |  |
|  |          |       |           |  |  |

### Campeonato do Porto
| 4 de janeiro de 1914 1 | FC Porto | 1 – 2 | Boavista |  |  |
|                        |          |       |          |  |  |

| 1 de março de 1914 2 | FC Porto | 1 – 1 | Boavista  | Porto                          |  |
|                      | Allwood  |       | Fernandes | Estádio: Campo da Constituição |  |